# 光学着艦装置

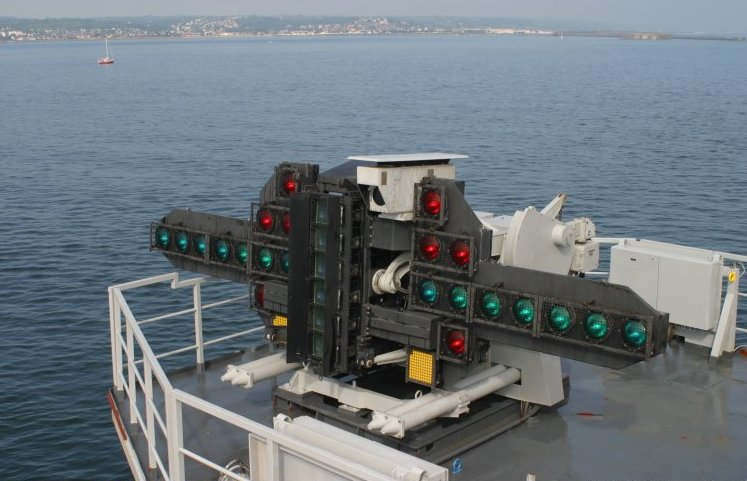
シャルル・ド・ゴールに搭載されているフレネルレンズ光学着艦装置

光学着艦装置（英語: Optical landing system（OLS））は、航空母艦へ着艦する最終段階にあるパイロットに、適切な降下経路（グライドパス）により降下できているかを表示する装置である。「ミートボール」もしくは単に「ボール」というニックネームが付けられている。
1920年代に飛行機が船へ着艦する時代が来て以来、光学着艦装置が導入されるまでの間、パイロットはもっぱら自分の視覚に入ってくる飛行甲板の見え方を頼りにし、着艦信号士官（英語: Landing Signal Officer（LSO））の助力を得ていた。LSOは着色された手旗、パドル、合図灯などを用いていた。

## 構造
光学着艦装置は、着艦中の飛行機に視覚で情報を送る光源・光源の制御装置・取り付けマウントの部品から構成される。

### 光源
少なくとも、次の3種類のライトが装備される。

各部の名称

- 基準ライト（Datum lights） - 水平に線として並べられた緑のライト。パイロットに、自身がグライドスロープに正しく乗っているかを判断する基準を与える。
- ボール（Ballもしくはmeatball、「the source」） - 飛行機がグライドスロープに対する相対位置で上下どちらに居るかを示す。飛行機がグライドパスより高い位置にあるときはボールは基準ライトより上に見え、飛行機が低いときは基準ライトより下に見える。飛行機がグライドスロープからより高いか低いかの度合いに応じて、ボールも基準ライトからより高いか低いかに表示される。飛行機が危険なほど低すぎる場合は、ボールは下端で赤く点く。飛行機が高すぎる場合、ボールは上端に行く。
- 着艦復行ライト（Wave-off lights） - 赤く点滅するライトで、これを見たパイロットは必ずスロットルをフルパワーにして着艦復行（ウェーブ・オフ）しなければならない。着艦復行ライト点滅時には他のライトは消灯する。着艦復行ライトはLSOにより手動操作される。

さらに、光学着艦装置によっては次のライトを装備することがある。
- カットライト（Cut lights） - 緑の点滅するライトで、飛行機がアプローチのどの段階にあるかで異なる意味を持つ。無線を使用しないもしくは「zip-lip」（現代の空母運用で行われる、電波封止（EMCON）下における進入の方法）アプローチの早い段階では、2～3秒間の点滅により飛行機の進路は開けており進入を継続できることを示す。その後の段階での点滅は、パイロットにエンジン出力増加を促す意味となる。長い時間点灯している場合は、さらにエンジン出力を増加させるべきという意味となる。カットライトはLSOにより手動操作される。
- 緊急着艦復行ライト（Emergency wave-off lights） - 着艦復行ライトと同じ意味の赤いライトであるが、別の電源がとられている。通常は使用しない。

### 光源の制御装置

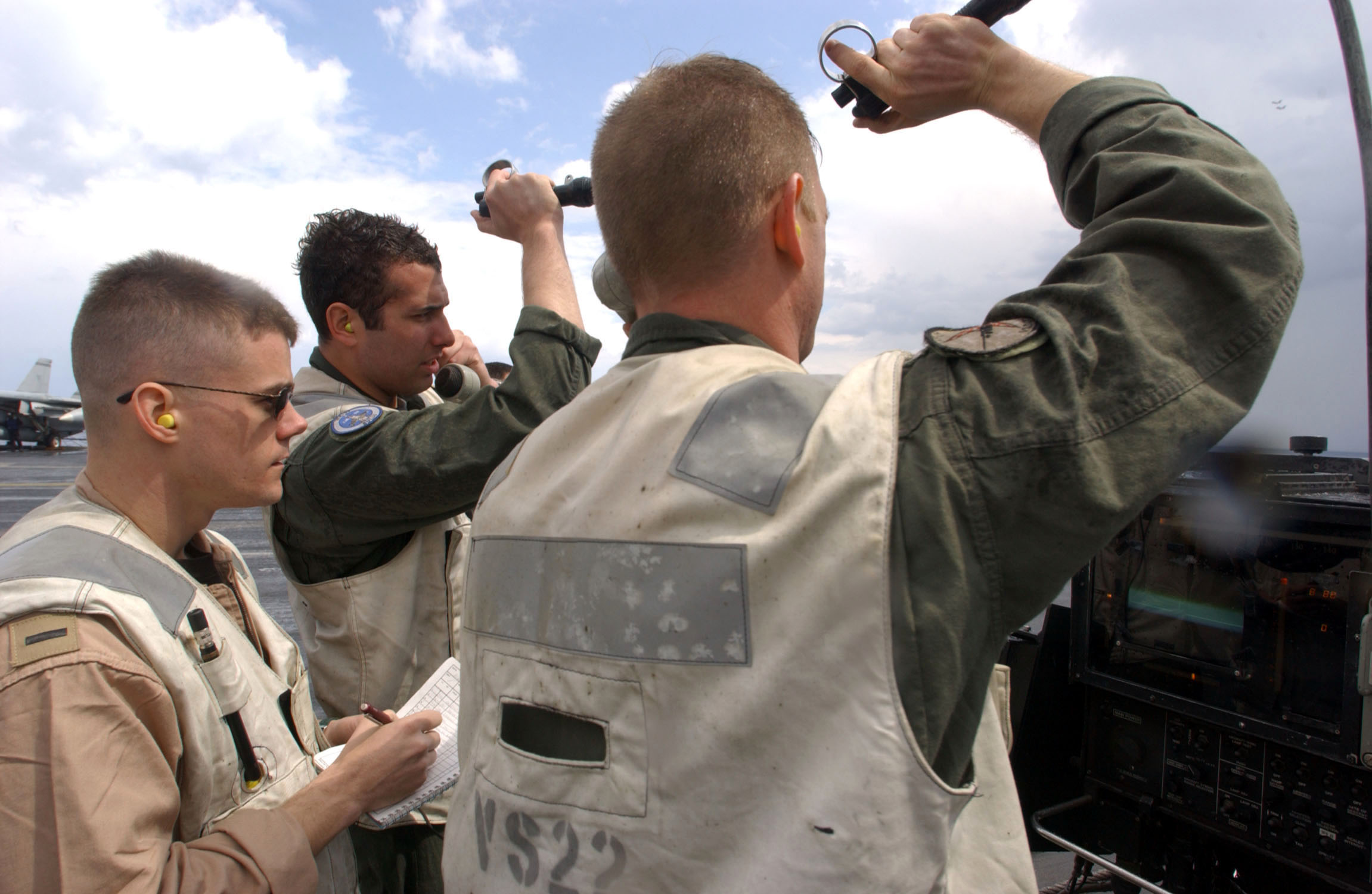
LSOは「ピックル」を手に持ち、着艦甲板が開けアレスティング・ワイヤーがセットされるまでの間、頭上に掲げる。

光源が取り付けられている制御装置全体を「レンズ」と呼ぶ。陸上用のレンズにも艦上用のレンズにも、光源の明滅や明るさ調整を行う機構がある。どちらの場合でも、レンズはLSOが手に持っている「ピックル（英: pickle）」と呼ばれるハンドコントローラーに接続されている。ピックルにはカットライトと着艦復行ライトを操作するボタンがついている。

### 取り付けマウント
陸上用の光学着陸装置では、光源は一般的に台車の上に設置され電源に接続できるようになっている。いったん設置・調整が行われると、あとは動く部品は無い。艦上用の装置はもっと複雑であり、船の動揺の影響を受けないようジャイロスタビライザーで安定させられている。さらに艦上用は機械的に角度を回転させることができ、着艦する飛行機に応じて着地点を調節することができる。この機構により、飛行機の機種によって異なるパイロットの視点とアレスティング・フックの位置の違いを吸収し、アレスティング・フックを狙った位置で接地させることが可能である。

## ミラー着艦支援装置

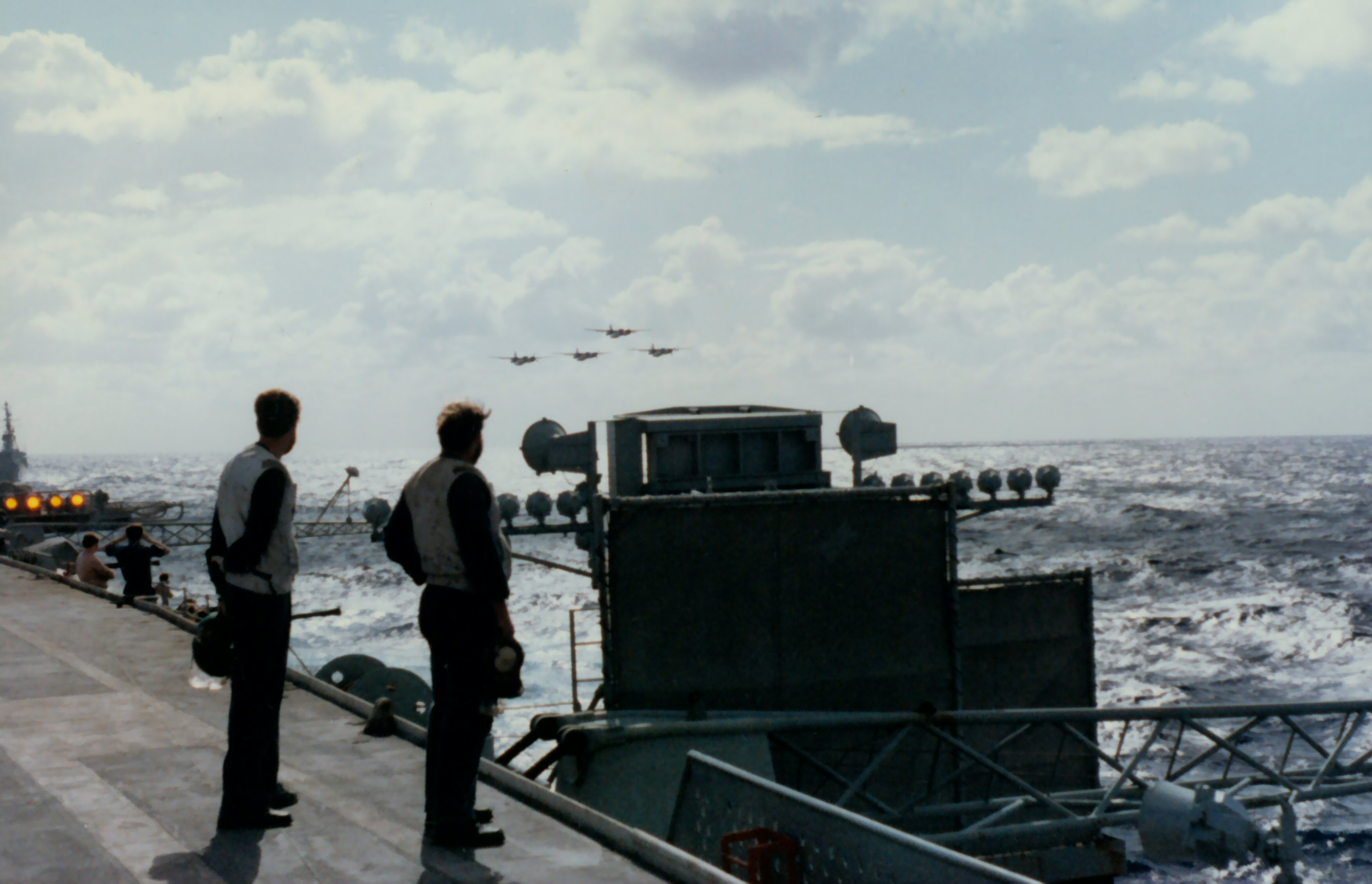
「メルボルン」に搭載されたミラー着艦支援装置の背面。基準ライトの列、その上の大きな2つの着艦復行が明瞭に見える。写真の左側から4つのオレンジ色のライトが照射され、鏡の上に「ボール」を形作るようになっている。

日本やフランスは第二次世界大戦前から光学着艦装置の原型ともいえる着艦指導灯を使用していた。現在に続く光学着艦装置として最初に実用化された装置が、ミラー着艦支援装置（英語: mirror landing aid）であった。これは第二次世界大戦後にイギリスで行われた。ミラー着艦支援装置はNicholas Goodhartによって発明された。まず「イラストリアス」と「インドミタブル」においてテストされ、1954年にイギリス海軍に、1955年にアメリカ海軍に導入された。
ミラー着艦支援装置は、飛行甲板の左舷側にジャイロスコープで安定化された凹面鏡を設置したものであった。鏡の左右両側には、直線に緑色の基準ライト（datum lights）が並べられた。明るいオレンジ色の「ソース」（source）ライトが鏡に照射され、着艦しようとする機体のパイロットからはそれが鏡の中に「ボール」（あるいは後年アメリカ海軍では「ミートボール」（meatball）と呼ばれた。）のように見えた。基準ライトと比較したボールの位置が、あるべき降下経路（グライドパス）に対し現在機体がどうあるのかを示した。すなわち、ボールが基準より上にある時は機体はグライドパスの上方にあり、ボールが基準より下に見える時は機体はグライドパスの下方にある。基準ライトの間にボールが来ている時、機体はグライドパスにちょうど乗っていることになる。安定したグライドパス表示を行うため、ジャイロによる安定化が波による飛行甲板の動揺の影響を軽減する働きをした。
当初は、この装置によりパイロットはLSOの指示が無くても着艦が可能になると考えられた。しかし実際には、システムの初期導入時に事故率が増加した。そこでシステムの中にLSOを組み込むように、現行のシステムが開発された。この改良によって、アメリカ海軍空母の着艦時事故率は、1954年の着艦1万回あたり35件から、1957年の1万回あたり7件へと大幅に減少した。
LSO（着艦信号士官）は、海軍パイロットの中でも特に経験豊富かつ資格を持った者で、着艦中のパイロットに対し無線で、エンジン出力の増減や相対的な降下経路・進路維持などについて助言できる。同時にLSOは光学着艦装置に装備されたライトも併せて使用し、明るく赤く点滅する着艦復行ライト（Wave-off lights）を使用してパイロットに着艦復行の指示を送る。また、緑のライトが並んだカットライト（Cut lights）などとのコンビネーションで、「着艦帯がクリアである」「エンジン出力を増せ」「着艦中止」などの追加情報を見せることも可能である。

## フレネルレンズ光学着艦装置

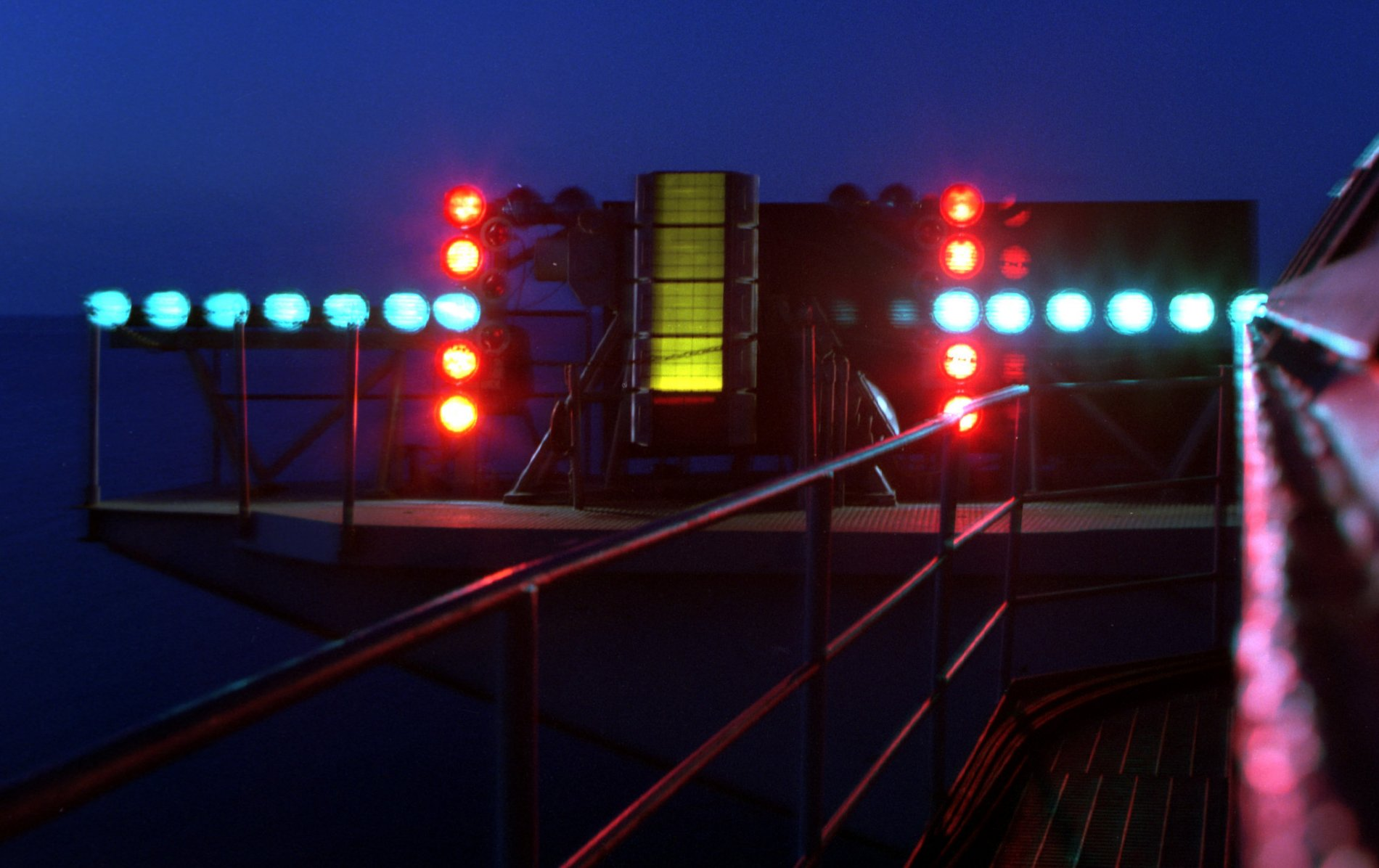
「ドワイト・D・アイゼンハワー」のフレネルレンズ光学着艦装置

フレネルレンズ光学着艦装置（英語: Fresnel lens optical landing system（FLOLS））は、ミラー着艦支援装置の基本的な機能はそのままに、凹面鏡とソースライトの組み合わせに替えて、フレネルレンズの列を用いるよう構造を改良したものであった。Mk 6 Mod 3 FLOLSは1970年に試験が行われた装置だが、その後の変更点は船の動揺を慣性化安定装置（英語: Inertial Stabilization system）で抑えるようになった程度であった。
航空母艦では既に使用されなくなったこの装置であるが、アメリカ海軍の陸上基地においては現在でも広く使用されている。

## 改良型フレネルレンズ光学着艦装置

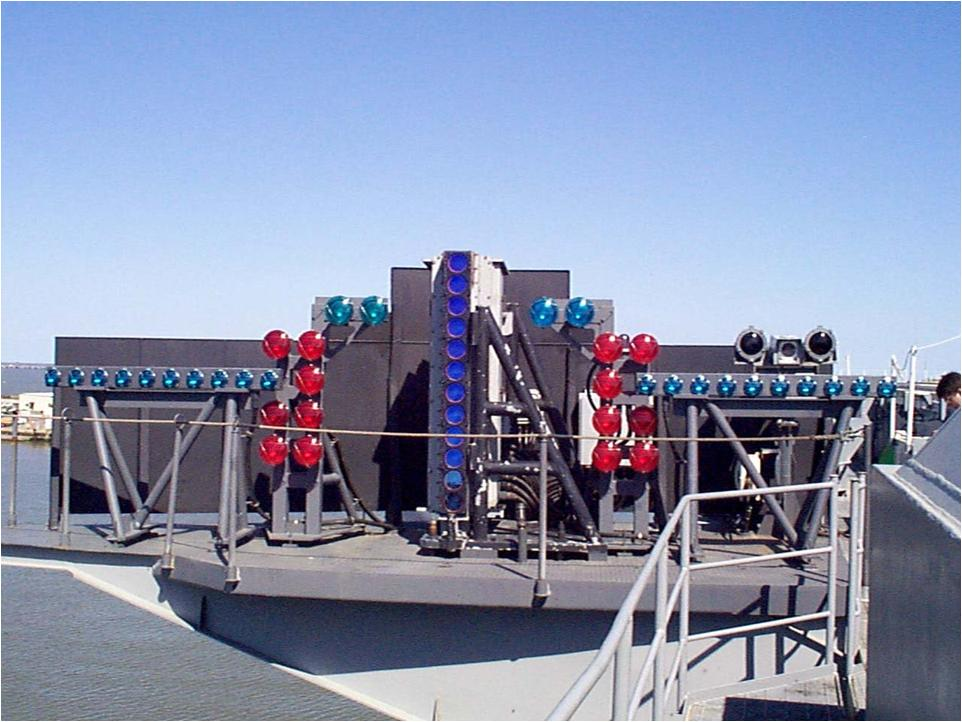
空母に設置されたIFLOLS

改良型フレネルレンズ光学着艦装置（英語: Improved fresnel lens optical landing system（IFLOLS））は、アメリカ・ニュージャージー州にあるThe Naval Air Engineering Center, Lakehurst（当時の名称）の技術者によって開発されたFLOLSの改良型で、基本的な設計は維持しながら、グライドスロープとの飛行機の相対位置をより正確に表示することを可能とした。
IFLOLSの試作機は1997年、「ジョージ・ワシントン」に設置されてテストが行われた。その後2004年までの間に、すべての就役中のアメリカ海軍空母に搭載されてきた。改良型フレネルレンズ光学着艦装置（IFLOLS）は、その光源からレンズに投影する光を光ファイバーで導いており、よりシャープで鮮明な形を見せることができた。これにより、パイロットは着艦時により空母から遠い位置で「ボール」を視認できるようになり、巡航中の計器飛行から着艦前の有視界飛行への移行もさらにスムーズになった。
もう1つの改良点として、より良好に甲板の動揺を抑制する機構を内蔵している。

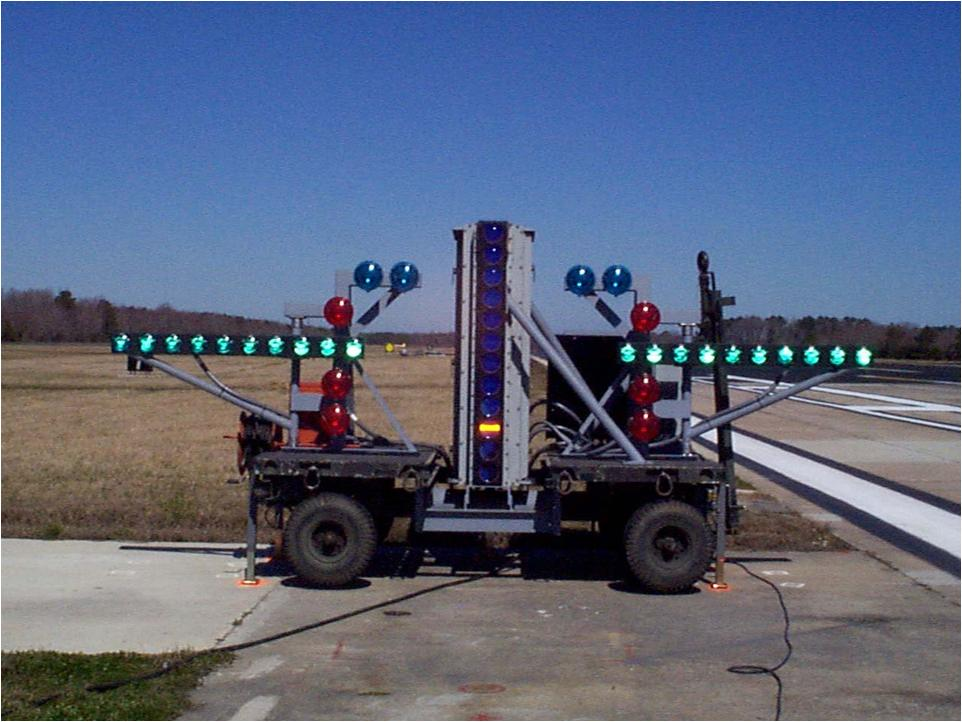
陸上基地に設置されたIFLOLS

## 手動操作ビジュアル着艦支援装置
手動操作ビジュアル着艦支援装置（英語: Manually Operated Visual Landing Aid System（MOVLAS））は、特に波浪が激しく飛行甲板の揺れがひどすぎる等の理由でFLOLSなど主たる光学着艦装置が使用できない際に用いられる、バックアップのビジュアル着艦支援である。またパイロットやLSOの訓練のためにも用いられる。このシステムは、パイロットに与えるグライドスロープ情報をFLOLSと共通の灯火表示で行うよう設計されている。
MOVLASには、空母上に装備するにおいて3箇所のステーションから選択する。ステーション1は既存のFLOLSの前面に置き、FLOLSの基準ライト・着艦復行ライト・カットライトの表示機能をそのまま活用する。ステーション2と3はFLOLSから独立して、飛行甲板上の左舷側もしくは右舷側にそれぞれ設置される。MOVLASは、単に縦にオレンジ色のランプが並んでいるだけで、LSOがそのランプをハンドコントローラーで操作し、擬似的に「ボール」の動きを作って見せるものにすぎない。船の挙動を自動的に補正する機能は持っていない。

### MOVLASの構造
ライトボックス
MOVLASは、単に縦にオレンジ色のランプが並んでいるだけで、LSOがそのランプをハンドコントローラーで操作し、擬似的に「ボール」の動きを作って見せるものにすぎない。
ハンドコントローラー
ハンドコントローラーはLSOの居る信号所に設置される。コントローラーのつまみによって、LSOは「ボール」の上下位置を操作できる。ライトボックスのオレンジランプは3ないし4つが群として制御され、LSOのハンドル操作にしたがって「ボール」としての表示位置が上下する。ハンドコントローラーの端にはピックルスイッチも取り付けられている。
リピーター
複数のMOVLASリピーター装置があり、LSOがパイロットに向けて表示している「ボール」の状況をTVモニターで確認できるよう表示を行う。リピーターのうち1つは、LSO信号所に設置された統合型発艦回復テレビ監視システム(英語: Integrated Launch And Recovery Television Surveillance System(ILARTS))の画面上に表示される。

## 参照・脚注
1. ↑  Aircraft Launch and Recovery Operations Manual
2. ↑  Fleet Air Arm website - Accessed 21 August 2008
3. ↑  Improved Fresnel Lens Optical Landing System (Power Point)
4. ↑  LSO NATOPS Manual
5. ↑  Carrier Naval Aviation Training and Procedures Standardization (CV NATOPS) Manual